# 이덕희 (테니스 선수)
이덕희(1953년 7월 13일~)는 대한민국 은퇴한 여자 테니스 선수이다. 1970년대와 1980년대에 활약하였다. 대한민국 최초의 프로 테니스 선수이다.

## 선수 경력
이덕희는 1972년 12월 호주 오픈 본선에 만 19세의 나이로 참가해 대한민국 선수로는 최초로 그랜드 슬램 대회 본선에 출전했다. 그녀는 첫 경기에서 오스트레일리아의 팸 휘트크로스에게 6-4, 7-5로 승리하며 2회전에 진출, 대한민국 선수로는 최초로 메이저 대회 본선 승리도 기록했다.
1974년 테헤란 아시안 게임에서는 양정순과 함께 단체 금메달을 획득했다. 국제 무대에서 본격적으로 활약하기 시작한 것은 1979년 미국으로 건너가 대한민국 테니스 역사상 최초로 프로 선수로 등록하면서부터이다. 그녀는 이때부터 WTA 투어 활동을 시작했다.
이덕희는 1980년 프랑스 오픈 1회전에서 독일의 클라우디아 코데 킬쉬를 상대로 두 번째 메이저 대회 본선 승리를 기록하였다. 또한 이 해에 대한민국 선수로는 최초로 4대 메이저 대회에 모두 출전하였다.
1981년 US 오픈에서 이덕희는 1회전에서 오스트레일리아의 수잔 리오, 2회전에서 미국의 수잔 매스커린을 상대로 승리를 거둔 뒤, 3회전에서 1978년 프랑스 오픈 우승자인 루마니아의 비르지니아 루지치마저 꺾는 파란을 일으키며 4회전에 진출했다. 16강이 겨루는 4회전에서 그녀는 체코슬로바키아의 하나 만들리코바에게 완패했는데, 만들리코바는 이후 계속 승리를 거듭하여 결국 대회 우승자가 되었다. 
1982년 1월 미국의 포트 마이어(Fort Myer)에서 열린 대회 결승에 진출, 남아프리카 공화국의 이본 버마크를 6-0, 6-3으로 꺾고 대한민국 사상 최초로 투어 대회 우승을 거뒀다. 이 해 힐튼헤드 대회에서도 영국의 버지니아 웨이드, 루마니아의 비르지니아 루지치 등 세계적인 수준의 선수들을 꺾으며 16강에 올랐고, 독일 오픈에서는 전 세계 랭킹 1위였던 빌리 진 킹을 꺾으며 8강까지 올랐다. 이 해 US 오픈에서는 3회전에 진출하였다. 1982년 이덕희는 계속 좋은 성적을 기록하여 당시 대한민국 테니스 선수로는 역대 최고 랭킹인 세계 랭킹 30위에 올랐다.
이덕희는 1983년 만 30세의 나이로 은퇴했다. 그녀는 그랜드 슬램 대회에 총 14회 출전하여 그 가운데 11회는 2회전 이상 진출하였다.

## 은퇴 이후
그녀는 현재 미국 로스앤젤레스에 거주하고 있다. 대한민국 유소년 테니스의 발전을 위해 사재를 털어 매년 대한민국 유일의 국제 주니어 대회인 이덕희배 테니스 대회를 개최하고 있다.

## 대한민국 테니스사에서의 위치
이덕희의 메이저 대회 16강 진출은 남자 프로 투어인 ATP 투어에서 이형택이 2000년 US 오픈 16강을 기록할 때까지 대한민국 테니스 사상 유일한 기록이었다. 이덕희의 투어 대회 우승 역시 이형택이 2003년 시드니 대회에서 우승할 때까지 유일한 기록이었다. 하지만 정현이 2018년 호주오픈에서 4강에 진출하면서 깨졌다.

## 참고 자료
- 박일균 저, 《한국테니스 4대 메이저대회 출전사》
- 테니스 코리아 홈페이지